# Provinciale weg 463
De provinciale weg 463 (N463) is een provinciale weg in de provincies Zuid-Holland en Utrecht. De weg vormt een verbinding tussen de N231 ter hoogte van Nieuwkoop en de N212 bij de buurtschap Spengen. De weg verloopt aan de noordelijke zijde van de Nieuwkoopse plassen.
Tussen Nieuwkoop en Woerdense Verlaat is de weg buiten de bebouwde kom uitgevoerd als tweestrooks-erftoegangsweg met een maximumsnelheid van 60 km/h. Tussen Woerdense Verlaat en de kruising met de N212 is de weg uitgevoerd als tweestrooks-gebiedsontsluitingsweg met een maximumsnelheid van 80 km/h. In de gemeente Nieuwkoop draagt de weg de straatnamen Nieuwveenseweg, Noordenseweg, Simon van Capelweg, Voorweg, Uitweg, Korte Meentweg en Lange Meentweg. In de gemeente De Ronde Venen heet de weg eveneens Lange Meentweg.
De provincies Zuid-Holland en Utrecht zijn verantwoordelijk voor het beheer van het weggedeelte tussen Noorden en Spengen. Het gedeelte tussen de kruising met de N231 en Noorden wordt beheerd door de gemeente Nieuwkoop.
N23 · N194 · N196 · N197 · N198 · N199 · N200 · N201 · N202 · N203 · N204 · N205 · N206 · N207 · N208 · N209 · N210 · N211 · N212 · N213 · N214 · N215 · N216 · N217 · N218 · N219 · N220 · N221 · N222 · N223 · N224 · N225 · N226 · N227 · N228 · N229 · N230 · N231 · N232 · N233 · N234 · N235 · N236 · N237 · N238 · N239 · N240 · N241 · N242 · N243 · N244 · N245 · N246 · N247 · N248 · N249 · N250 · N307

N401 · N402 · N403 · N404 · N405 · N406 · N407 · N408 · N409 · N410 · N411 · N412 · N413 · N414 · N415 · N416 · N417 · N418 · N419 · N420 · N421 · N439 · N440 · N441 · N442 · N443 · N444 · N445 · N446 · N447 · N448 · N449 · N450 · N451 · N452 · N453 · N454 · N455 · N456 · N457 · N458 · N459 · N460 · N461 · N462 · N463 · N464 · N465 · N466 · N467 · N468 · N469 · N470 · N471 · N472 · N473 · N474 · N475 · N476 · N477 · N478 · N479 · N480 · N481 · N482 · N483 · N484 · N487 · N488 · N489 · N490 · N491 · N492 · N493 · N494 · N495 · N496 · N497 · N498 · N501 · N502 · N503 · N504 · N505 · N505 (Andijk) · N506 · N507 · N508 · N509 · N510 · N511 · N512 · N513 · N514 · N515 · N516 · N517 · N518 · N519 · N520 · N521 · N522 · N523 · N524 · N525 · N526 · N527 · N806 · N830 · N848

Cursief vermelde wegen zijn voormalige Provinciale wegen